# Station Tel Aviv University
Station Tel Aviv University (Hebreeuws: תל אביב אוניברסיטה Taḥanat HaRakevet Tel Aviv Universita) is een treinstation in de Israëlische stad Modi'ien.
Het is een station op het traject Nahariya-Modi'in, Nahariya-Beër Sjeva, Ashkelon-Binyamina en Hod HaSharon-HaRishonim
| Eindbestemming       | Vorig station | Lijn                     | Volgend station           | Eindbestemming      |
| -------------------- | ------------- | ------------------------ | ------------------------- | ------------------- |
| Nahariya             | Binyamina     | Nahariya-Beër Sjeva      | Tel Aviv Savidor Centraal | Beër Sjeva-Centraal |
| Binyamina            | Herzliya      | Binyamina-Ashkelon       | Tel Aviv Savidor Centraal | Ashkelon            |
| Nahariya             | Binyamina     | Nahariya-Modi'in         | Tel Aviv Savidor Centraal | Modi'in Centraal    |
| Hod Hasjaron Sokolov | Benee Brak    | Hod Hasjaron-Harisjoniem | Tel Aviv Savidor Centraal | Harisjoniem         |
| Hod Hasjaron Sokolov | Benee Brak    | Hod Hasjaron-Tel Aviv    | Tel Aviv Savidor Centraal | Tel Aviv HaHagana   |